# Беннеком
Бе́ннеком (нидерл. Bennekom) — посёлок сельского типа в общине Эде в западной части провинции Гелдерланд в Нидерландах. Население составляет около 3,5 тыс. жителей. Беннеком находится в 20 километрах от столицы провинции — города Арнем.

## Спорт
- Футбольный клуб «Беннеком»

## Известные жители
- Геррит Ян Мюлдер — химик
- Дик Кет — художник, представитель магического реализма. Умер в Беннекоме в 1940 году в 37-летнем возрасте.